# 下江镇
下江镇，是中华人民共和国贵州省黔东南苗族侗族自治州从江县下辖的一个乡镇级行政单位。

## 行政区划
下江镇下辖以下地区：
下江村、六洞村、民族村、孑孑温村、平江村、勤隆村、宰弄村、宰告村、巨洞村、岑约村、塘谷村、公纳村、腊俄村、恰里村、岑界村、陇里村、郎洞村、秋里村、高平村、高良村、高联村、高明村、黄朗村、祥心村、加迪村、党九村、摆仰村、联心村、良文村、岑送村、中华村、新华村、团结村、前进村、高仟村、松陇村、分佐村、宰瓦村和苗岭村。

## 中国传统村落
- 2012年12月，高仟村被评为首批“中国传统村落”。
- 2013年8月，高良村被评为第二批中国传统村落。